# Паризина Малатеста
Паризѝна Малатèста (на италиански: Parisina Malatesta) – името, с което е позната Лаура Малатеста (на итал: Laura Malatesta; * октомври 1404, Чезена; † 21 май 1425, Ферара, Папска държава), е италианска благородничка от рода Малатеста от Римини и маркграфиня на Ферара, Модена и Реджо чрез брака си с маркграф Николо III д’Есте.
Става известна, защото има съдба, подобна на тази на Франческа да Римини, възпята от Данте Алигиери в „Божествена комедия“ (в „Ад“). Паризина се влюбва в доведения си син Уго д'Есте, арестувана е като прелюбодейка заедно с него и двамата са обезглавени на 21 май 1425 г. Нейната съдба вдъхновява поети и композитори като Едуард Гибън и Джордж Байрон, чиято поема става основа на оперите на Гаетано Доницети и Пиетро Маскани, посветени на Паризина.

## Произход
Паризина произлиза от италианското благородническо семейство Малатеста, което управлява Римини от 1295 г., а също и големи части от Романя по време на разцвета му. Баща ѝ е известният кондотиер Андреа Малатеста (* 1373, † 1416), господар на градовете Чезена и Фосомброне. Той се бие успешно за различни господари и умира като капитан-генерал на Перуджа. Майка ѝ Лукреция Орделафи (* 1389, † 1404), втора съпруга на Андреа Малатеста, е дъщеря на Чеко Орделафи, владетел на Форли, и на Катерина Гонзага. Паризина има един полубрат и две полусестри от първия брак на баща си. Племенница е на Карло I Малатеста, господар на Римини, при когото израства.

## Биография

### Начални години
Малко се знае за ранните години от живота ѝ. Вероятно е родена в Рока Малатестиана – градския замък на Малатеста в Чезена, който съществува и днес. Тя е единственото дете на майка си Лукреция Орделафи, която губи само няколко дни след раждането си, тъй като според съвременните хроники Лукреция е отровена от баща си Чеко Орделафи.
През 1408 г. бащата на Паризина се жени за трети път за Полисена Сансеверино, която не е много доволна от Паризина, поради което Паризина напуска Чезена и заживява в Римини при чичо си Карло I Малатеста и съпругата му Елизабета Гондзага. Поради това тя живее отделно от своите полубратя и сестри от първия брак на баща си с Ренгарда Алидозио: Галеото, Елизабета, която се омъжва за Обицо да Полента през 1414 г., и Антония, съпруга на Джовани Мария Висконти, 2-ри херцог на Милано. Третият брак на баща ѝ остава бездетен.

### Маркграфиня на Ферара
Ненавършила още 14 г., Паризина се омъжва през 1418 г. за 35-годишния Николо III д’Есте, маркграф на Ферара, Модена и Реджо от Дом Есте. Тя е втората му съпруга. Церемониалното им влизане във Ферара не е добра поличба, тъй като из града върлува чума.
Във Ферара тя живее в мрачния Замък на Есте, по точно в Кула „Ригобели“. През лятото обаче Паризина успява да се наслади на живота в различните провинциални замъци на Есте, с особена привързаност към Делиция ди Консалдано и към Кулата на Паризина в Гуалдо, която е кръстена на нея.
Чрез своята младост, жажда за живот и доброта Паризина бързо печели любовта на околните. Тя е страстна любителка на животните и особено на конете. Има собствена конюшня за състезания и изпраща конете си на Палио – традиционното градско конно надбягване във Верона, Мантуа, Модена, Болоня и Милано. Навсякъде нейният жокей Джовани да Римини побеждава с нейните цветове – бялото и червеното. Тя също така обича птици, така че има редки екземпляри, закупени от Венеция, които държи във волиери, както е обичайно в големите дворове по онова време.
Паризина има скъпи тъкани, бижута, ароматни масла и есенции, закупени в Милано и Венеция. Тя е много популярна сред своите дами, защото им прави много подаръци и винаги се държи приятелски с тях. Тя е особено привързана към Пелегрина Рубино, дъщеря на Джакомо Рубино, един от придворните на нейния съпруг. Когато Пелегрина се омъжва, Паризина я обсипа с подаръци.
Паризина получава добро образование и като всички дами от онова време чете рицарски романи като „Тристан и Изолда" или „Джироне куртоазният". Тя обича много музиката и сама свири на лютня с голямо умение. Набожна е, посещава църква редовно и кара домашния свещеник Фра' Магинардо да ѝ чете от Псалтира или с часове от нейната собствена книга с миниатюри, подвързана с черно кадифе.

### Доведени деца
На романтичната 14-годишна нова маркграфиня ѝ трябва известно време, за да свикне с постоянните еротични нужди на съпруга си. Епископът и важен писател Матео Бандело го нарича „Петелът от Ферара“ и пише, че няма област във Ферара и околностите, където Николо да няма незаконороден син, така че се разпространява следната поговорка сред хората: „От двете страни на По-всичките деца са на Николо". Така Паризина не само открива Стела де’ Толомей – любовницата на съпруга си във Ферара, но също и техните деца, които са приблизително на същата възраст като нея: Уго, Леонело и Борсо.
Въпреки младостта си Паризина трябва да плати висока цена за високия си ранг на съпруга на уважаван принц. Въпреки че това не е лесно, тя се подчинява, ражда му двете дъщери (близначки) през 1419 г., а през 1421 г. е ред на Алберто Карло д'Есте, законен наследник на трона, който обаче умира след кратко време.
Връзката ѝ с нейните доведени деца не е лесна, тъй като тя притежава малко авторитет и съпругът ѝ обича извънбрачните си деца, третира ги като равни и особено харесва Уго, когото избира за свой наследник и който редовно облагодетелства с подаръци. Ето защо Уго вижда в Паризина, като евентуална майка на законен престолонаследник, опасност за собственото си бъдеще, така че той се отнася към нея с пренебрежение и с малко уважение.
Вместо примирение с династичен брак по сметка с взаимни резерви, което до голяма степен съответства на обичаите на времето, бракът на Паризина с Николо III завършва трагично 7 г. по-късно поради връзката на Паризина с доведения ѝ син Уго.

### Легенди за причините за връзката на Паризина с Уго
Фактическият фон на трагедията, която слага край на живота на Паризина, е обвит с легенди, което поражда различни версии за това как се случва трагедията. Според една версия връзката с нейния доведен син Уго д'Есте започва, когато избухва чумна епидемия във Ферара. За да я предпазят от инфекция, Паризина е отведена от града в замъка Фосадалберто на безопасно място, придружена от Уго за защита. По време на този престой в усамотения замък между двамата пламва любов.
Според произведението „Спомени за историята на Ферара“ (Memorie per la storia di Ferrara) от 1791 г. на историка Антонио Фрици историята е малко по-различна: между Уго и Паризина се таи взаимна неприязън. Николо III иска да наложи вътрешен мир, като се съгласява на пътуването на Паризина само при условие, че тя ще бъде придружена от доведения си син Уго, за да могат двамата да се опознаят по-добре. По време на това пътуване обаче двамата се влюбват лудо един в друг.
Според една друга версия Паризина и Уго се познават отпреди и дори са сгодени. За да се срещне с бъдещата си снаха, бащата на Уго Николо пътува до Чезена, вижда там прекрасната девойка, влюбва се в нея и принуждава сина си да се откаже от нея, за да може самият той да се ожени за нея.
Според една съвременна версия след смъртта на първата си жена, може би и поради чумата, Николо отива на поклонение и остава в Чезена при бащата на Паризина, който е негов приятел. Там той вижда Паризина, поддава се на чара на жената-дете и тъй като тя, вероятно заслепена от престижа му, не му устоява, двамата решават да се оженят. Това е за голямо учудване на околните, които предполагат, че Николо III ще се ожени за дългогодишната си любовница Стела де Толомеи. Стела, която по този начин губи надежда да стане законна съпруга на маркграфа, умира на следващата година на около 33 г. от скръб. Фактът, че Николо е избрал Паризина за съпруга наместо майката на Уго Стела, би могло да е причина за враждебността на Уго към неговата мащеха Паризина. Николо иска да премахне тези вътрешни напрежения по повод поклонението на Паризина в Лорето, като поверява на Уго организацията на поклонението. Това пътуване би могло да е причината за страстната връзка между Уго и Паризина.

### Разкриване на прелюбодеянието и смърт
След завръщането на Паризина от пътуването Николо III е доволен, че неговият план за помирение е проработил така добре. Скоро обаче радостта му отстъпва място на съмнението, тъй като той заподозира, че може да става въпрос за нещо повече от приятелство. Затова той наблюдава тайно жена си от скривалище и на 18 май 1425 г. я хваща в изневяра.
Вбесен, Николо нарежда съда да осъди бързо виновните според закона, който предвижда смъртно наказание за прелюбодейците, заловени на местопрестъплението. Уго е затворен в „Лъвската кула“, а Паризина – в кулата на замъка, който и до днес се нарича „Кула на маркизата“. И двамата са осъдени на смърт. Въпреки че близките съветници на маркграфа се опитват да му попречат да изпълни присъдата, тъй като Уго е негов любим син от много години, а Паризина е майка на двете му дъщери, Николо III не проявява милост.
На 21 май Уго е обезглавен първи. Когато 20-годишната Паризина е повикана, тя пита за него. Когато ѝ казват, че е мъртъв, извиква, че не иска да живее, сваля бижутата си и покрива лицето си, за да улесни обезглавяването. И двамата са погребани същата нощ в църквата „Сан Франческо“. Приятелят на Уго Алдобрандино Рангони, който знае за връзката, без да информира своя господар, също е екзекутиран.

### Късно разкаяние на маркграфа
Когато маркграфът е информиран, че екзекуцията е извършена, той полудява от болка, проклина решението си и плаче дни наред заради загубата на любимия си син Уго. В отчаянието си постановява, че жена му не трябва да бъде наказана сама, така че всички жени, които, като Паризина, са извършили прелюбодеяние, трябва да понесат същото наказание. Първата жертва е Лаудания Ромеи, съпруга на висш сановник от двора. След екзекуцията ѝ гневът на Николо се уталява и той оттегля заповедта си, следователно съпругите на Ферара биха могли да изневеряват отново и Николо активно ги подкрепя. Според хронистите той има 800 афери и най-малко 21 посочени извънбрачни деца.

## Брак и потомство
∞ 2 април 1418 за Николо III д’Есте, маркграф на Ферара, Модена и Реджо, от когото има три деца – две близначки и един син:
- Лучия д'Есте (* 24 март 1419, † 28 юни 1437), ∞ 1437 за Карло Гондзага (* 1417, † 21 декември 1456, Ферара), господар на Сабионета, Гондзага, Сан Мартино, Ривароло, Боцоло, Гацуоло, Виадана, Лудзара, Судзара и Редзоло, от когото няма деца.
- Джиневра д'Есте (* 24 март 1419, † 12 октомври 1440 г.), ∞ 1436 за Сиджизмондо Пандолфо Малатеста (* 19 юни 1417, Бреша, † 9 октомври 1468, Римини), господар на Римини, Фано и Чезена, от когото няма деца.
- Алберто Карло д'Есте (* 1421, † 1421), наследник, умира като бебе

## Паризина в културата
Въпреки че няма много точни източници за любовната драма на Паризина, материалът намира своето място предимно в литературата. Сто години по-късно поетът Матео Бандело го използва в новелата си Ugo e Parisina. През XVII век Лопе де Вега използва новелата на Бандело като шаблон за своята трагедия El castigo sin venganza. През XIX век шведът Ялмар Бергман и Едуард Гибън го възприемат в своите Miscellaneous Works, където лорд Байрон го намира и го използва в поемата си Parisina.
Театърът също се заема с темата с пиесата на Луиджи Чикони, представена в Театър „Кариняно“ в Торино на 30 април 1832 г. През 1833 г. лиричната трагедия (опера) „Паризина“ от Гаетано Доницети по текст на Феличе Романи е представена в Театър „Пергола“ във Флоренция. Тази опера не е забравена от векове. През 1909 г. излиза свързан с нея филм, а Габриеле д'Анунцио написва либрето, базирано на поемата на лорд Байрон, което Пиетро Маскани поставя на музика за едноименната опера „Паризина“, чиято премиера е през 1913 г. в Театър „Ла Скала“ в Милано.